# Кописький Зиновій Юлієвич
Зиновій Юлієвич Кописький біл. Залман Юдавіч Капыскі (1916 — 1996) — білоруський історик. Доктор історичних наук (1968).

## Біографія
Закінчив Мінський інститут народного господарства. Працював в облпланвідділі, в Інституті економіки АН БРСР. Учасник німецько-радянської війни. У 1950—1990 науковий співпрацівник Інституту історії АН БРСР. Досліджував історію білоруських феодальних міст, джерелознавство, історіографію історії Білорусі.
У монографіях «Економічний розвиток міст Білорусі в XVI — першій половині XVII ст.» (1975). Кописький проаналізував стан 37 державних міст і більш ніж 300 містечок. При цьому автор вказував на наявність капіталістичних явищ в міському ремеслицтві ще у XVII ст., що свідчило про певну модернізацію історичного процесу. Він вважав, що поява перекупників ремеслених виробів, лихварів та кредиту є підтвердженням зародження буржуазних відносин.